# Carsia obscurata
Carsia obscurata là một loài bướm đêm trong họ Geometridae.